# 喜三の庭
『喜三の庭』（きみのにわ）とは、長唄の曲目のひとつ。もとは演奏用に作られたもの。

## 解説
安政6年（1859年）9月に岡安喜代茂の床開き祝いにつくられた曲。長唄家元の岡安喜三郎の名にちなんで、曲名を「君（喜三）の庭」と付けられた。
この年が未年であったので「豊年の今年は未八束穂の」と歌詞にある。又、「刈穂の出づるわたまし」とあるのは新宅へ移った事を表している（「わたまし」は移転の事）。曲の始めから琴手事合方までの前半を二代目杵屋勝三郎、「これはかしこき君が代に」より段切までの後半を三代目杵屋正次郎が作曲した。
前半は『平家物語』にある小督の故事を主題にし時代に品よく、後半は一変して廓と秋草を主題にし世話に軽く粋に、と対照的に作られ変化に富んでいる。曲は三下り箏曲風前弾で始まり「牡鹿鳴く」となる。この後のハジキナガシの手は鹿の鳴き声の表現であるといわれ、以下琴唄風に作曲されていて「岡安砧」の手など使われている。「あわす音色の笛竹や」の短い合の手は笛の擬音だという。楽の「想夫恋」の所は芝居の下座音楽でも使用する。後半の「訪ね廓」は江戸型音頭の旋律を使用。スガガキや「闇の夜」の旋律を巧みにいれて廓の情景を表現している。「豊年の」で雰囲気が変わり床開きを祝して終曲となる。七代目杵屋勝三郎の母杵屋いその話によれば、この二人の合作『菖蒲浴衣』と『喜三の庭』の正本出版に際し、『菖蒲浴衣』を杵屋正次郎作曲、『喜三の庭』を杵屋勝三郎作曲として版行する事に二人で取り決めたとの事である。